# Jerzy Sobociński
Jerzy Sobociński (ur. 15 marca 1932 w Pniewach, zm. 1 listopada 2008 w Poznaniu) – polski artysta rzeźbiarz związany z Wielkopolską.

## Życiorys
W latach 1951–1957 studiował na PWSSP w Poznaniu. W 1970 został stypendystą rządu włoskiego. Organizator dziesięciu Biennale Małych Form Rzeźbiarskich w latach 1977–1995. Swoje prace prezentował w Arezzo, Baku, Barcelonie, Berlinie, Budapeszcie, Monte Carlo, Paryżu, Ravennie, Rzymie i Sztokholmie. Jego twórczość cechowała się konsekwentną pracą nad formą rzeźbiarską i doskonałością warsztatu. Fascynowały go wielkie dzieła pomnikowe, jak i praca nad kameralną rzeźbą. Ojciec Roberta Sobocińskiego.
Został pochowany na cmentarzu Górczyńskim w Poznaniu.

## Wybrane dzieła
- 1966 – pomnik Tysiąclecia w Pile[3]

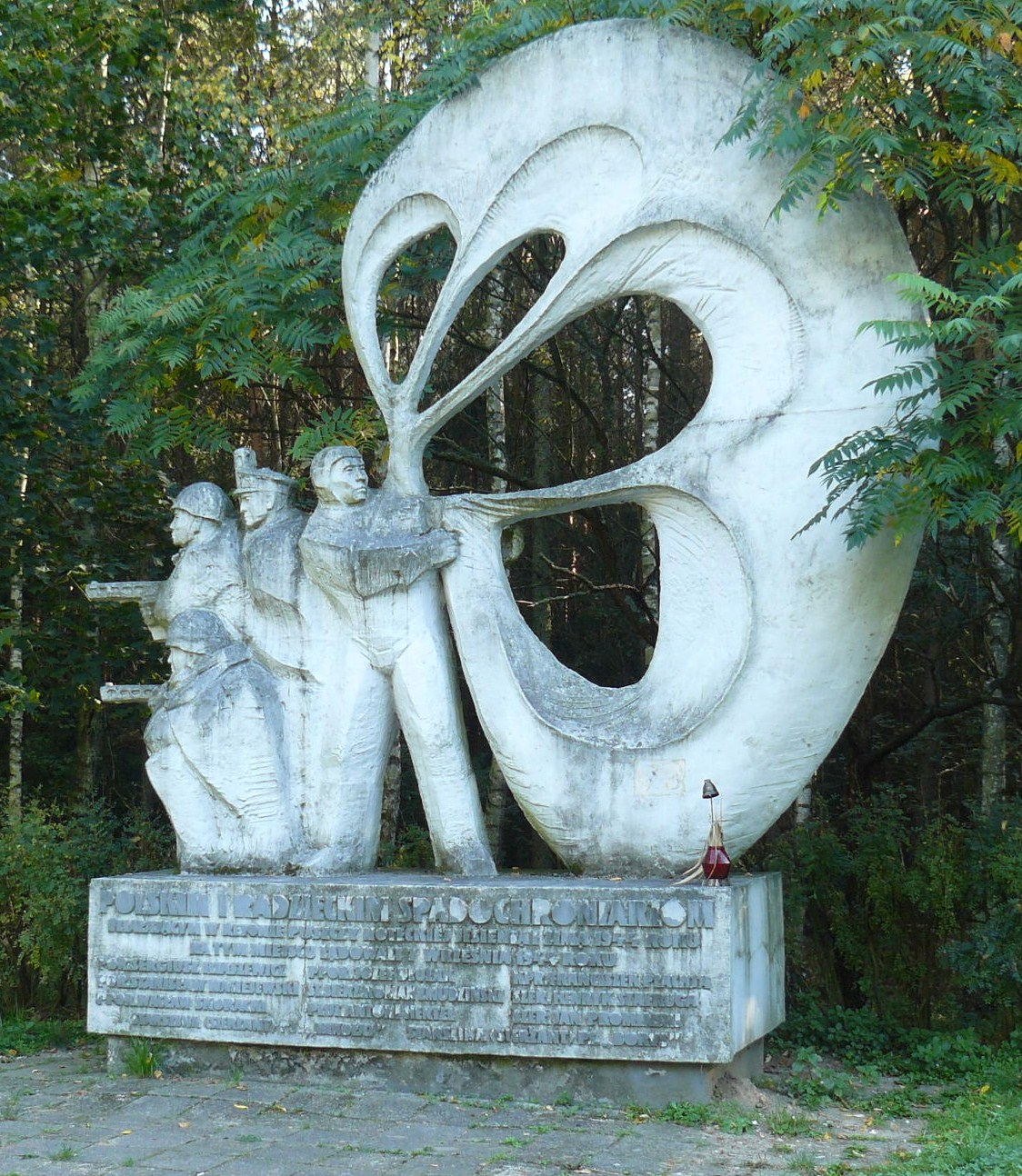
Pomnik spadochroniarzy pod Sokołowem

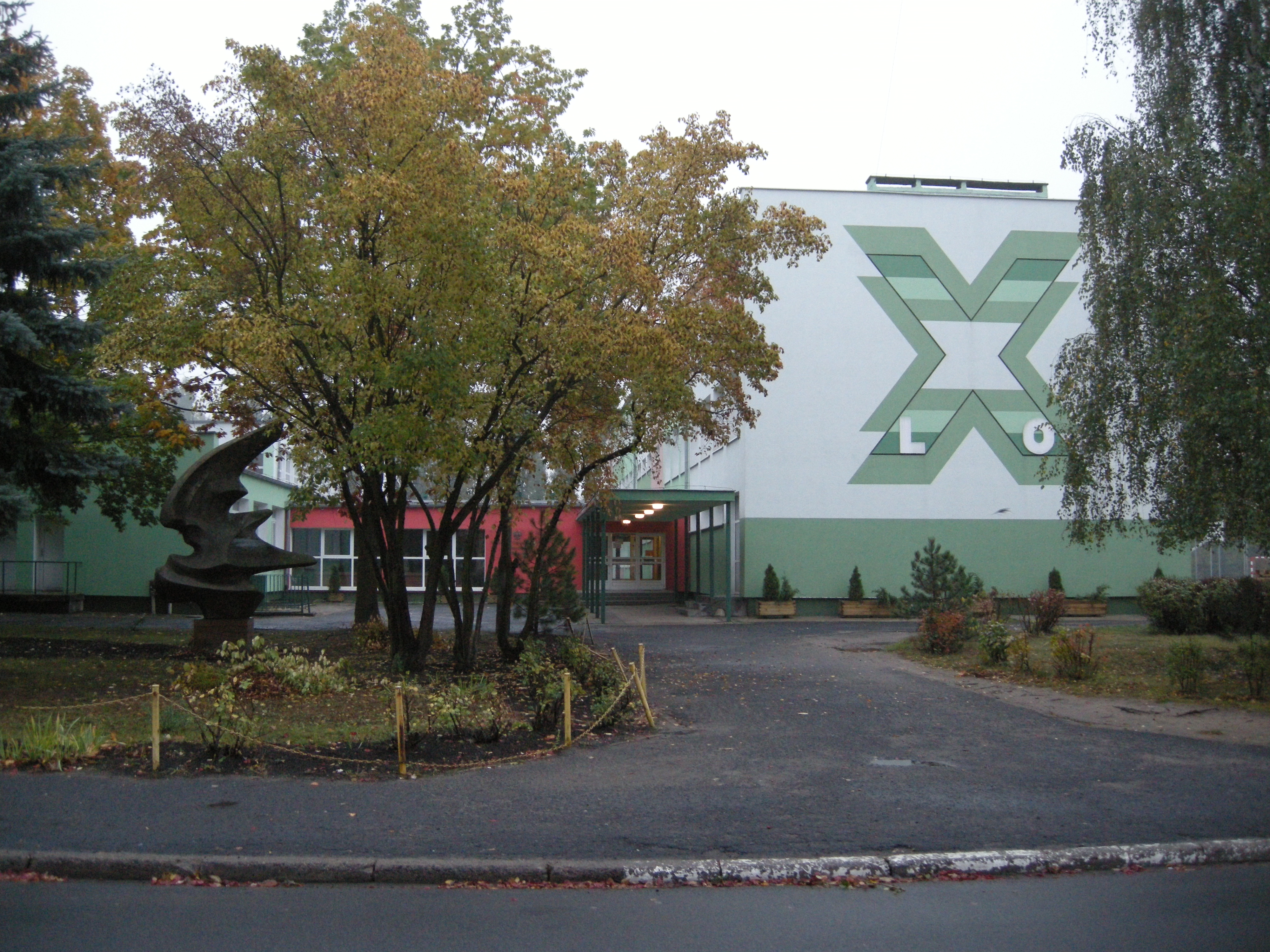
Rzeźba plenerowa Lot w Poznaniu

- 1968 – pomnik ofiar II wojny światowej w Pniewach[4]
- 1969 – pomnik „Nigdy więcej wojny” w Turku[5]
- 1969 – pomnik żołnierzy radzieckich w Sarnicach (rozebrany w 2019[6])
- 1970 – medalion na pomniku Adama Mickiewicza w Śmiełowie
- 1973 – obelisk Światowida[7] przy rondzie Kaponiera w Poznaniu
- 1974 – pomnik spadochroniarzy pod Sokołowem
- 1975 – pomnik Dzieci Wrzesińskich we Wrześni
- 1977 – pomnik Jurija Gagarina w Poznaniu
- 1978 – pomnik Książki w Kaliszu
- 1979 – rzeźba plenerowa „Zabawa w teatr” w Poznaniu[8]
- 1980 – głaz Kazimierza Nowakowskiego w Poznaniu
- 1981 – pomnik Augusta Hlonda w Poznaniu
- 1981 – rzeźba plenerowa "Lot" w Poznaniu[9]
- 1984 – pomnik Jana Kochanowskiego w Poznaniu (rekonstrukcja obiektu z 1885)
- 1985 – pomnik Bolesława Chrobrego w Gnieźnie
- 1986 – pomnik Kardynała Stefana Wyszyńskiego w Licheniu
- 1986 – pomnik Jana Pawła II w Licheniu
- 1987 – pomnik harcerzy w Gnieźnie
- 1988 – pomnik Pawła Edmunda Strzeleckiego w Jindabyne (Australia)
- 1989 – pomnik Obrońców Kłecka 1939 roku w Kłecku
- 1997 – pomnik świętego Wojciecha w Gnieźnie
- 1997 – pomnik Stanisława Mikołajczyka w Poznaniu
- 1999 – pomnik świętego Marcina na koniu w Odolanowie
- 2001 – pomnik Jana Pawła II w Nowym Tomyślu
- 2007 - pomnik świętego Wojciecha w Gnieźnie[10]
- 2008 – Ławeczka Bronisławy Śmidowiczówny we Wrześni
- 2009 – pomnik Karola Wojtyły w kajaku w Zbąszyniu[11]

## Nagrody
- 1967 – II nagroda za projekt pomnika Przemysła I w Poznaniu,
- 1973 – I nagroda za projekt pomnika "Dzieci Wrzesińskich" we Wrześni,
- 1980 – I nagroda na projekt pomnika Juliusza Słowackiego w Warszawie,
- 1989 – nagroda Ministra Kultury i Sztuki za "Portret Ojca" (wystawa "Drogi do Niepodległości") w Poznaniu.

Za całość twórczości otrzymał nagrodę I stopnia od Ministra Kultury i Sztuki.

## Galeria

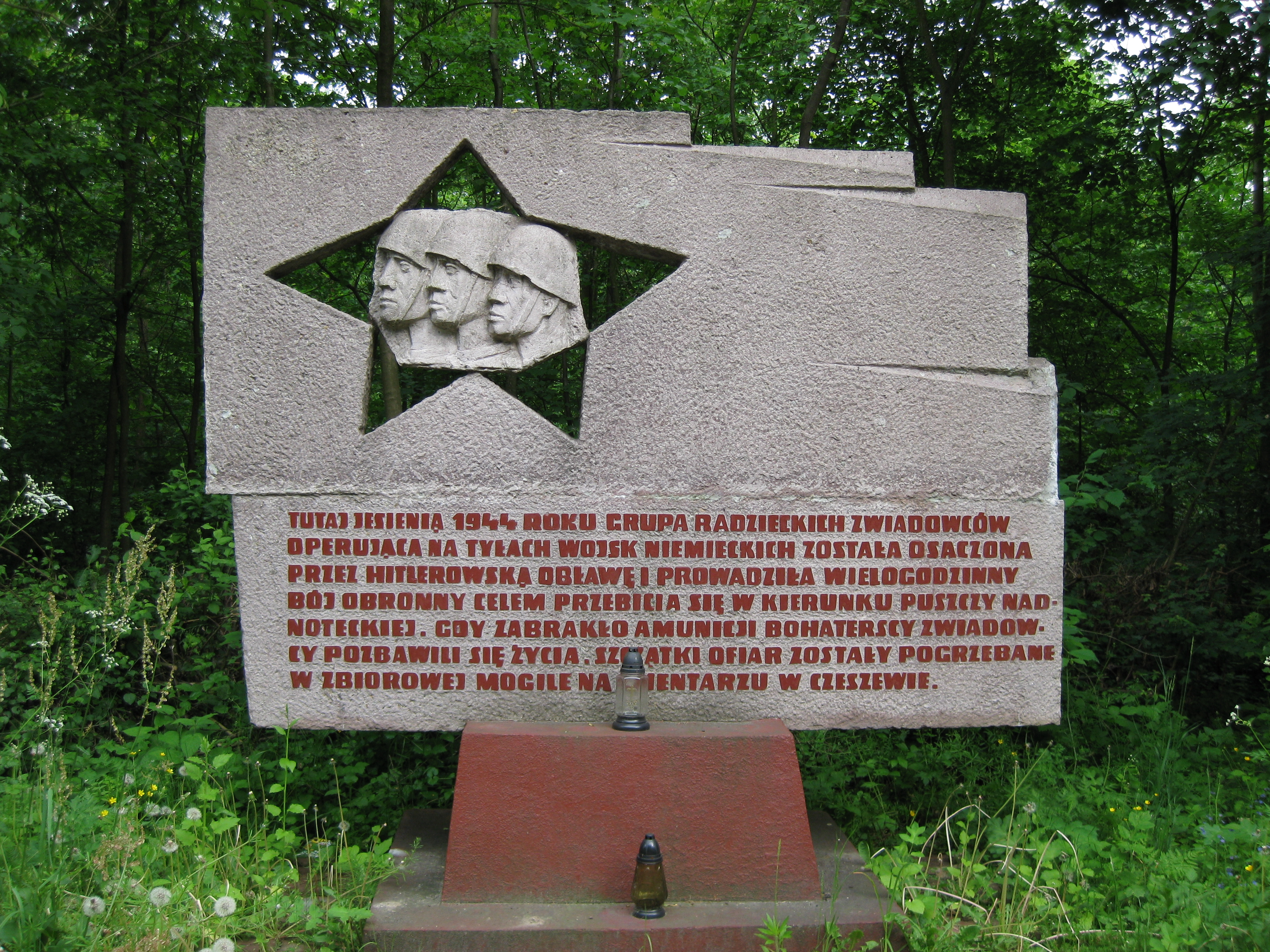
Pomnik żołnierzy radzieckich w Sarnicach (rozebrany w 2019)
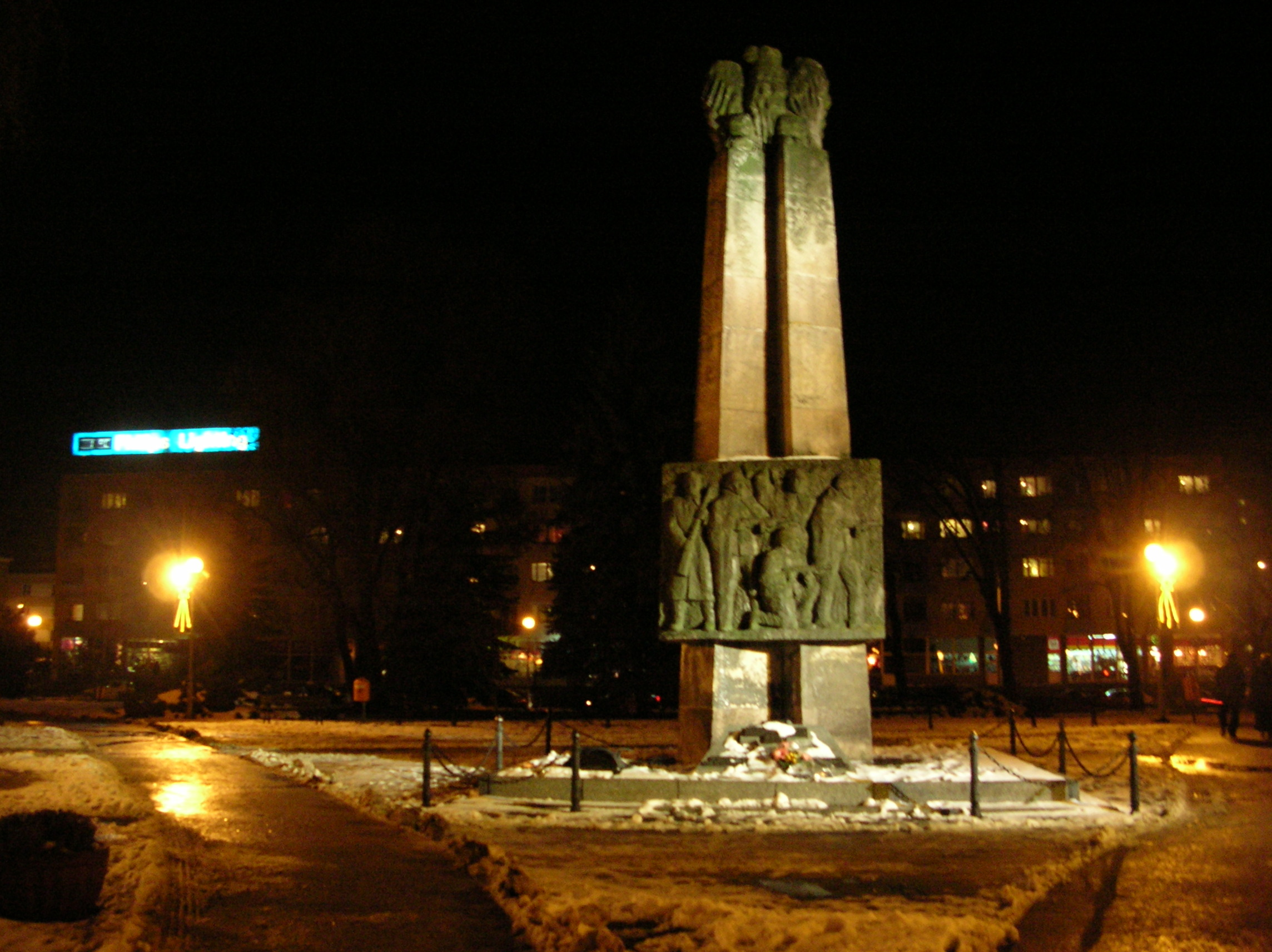
Pomnik Tysiąclecia w Pile
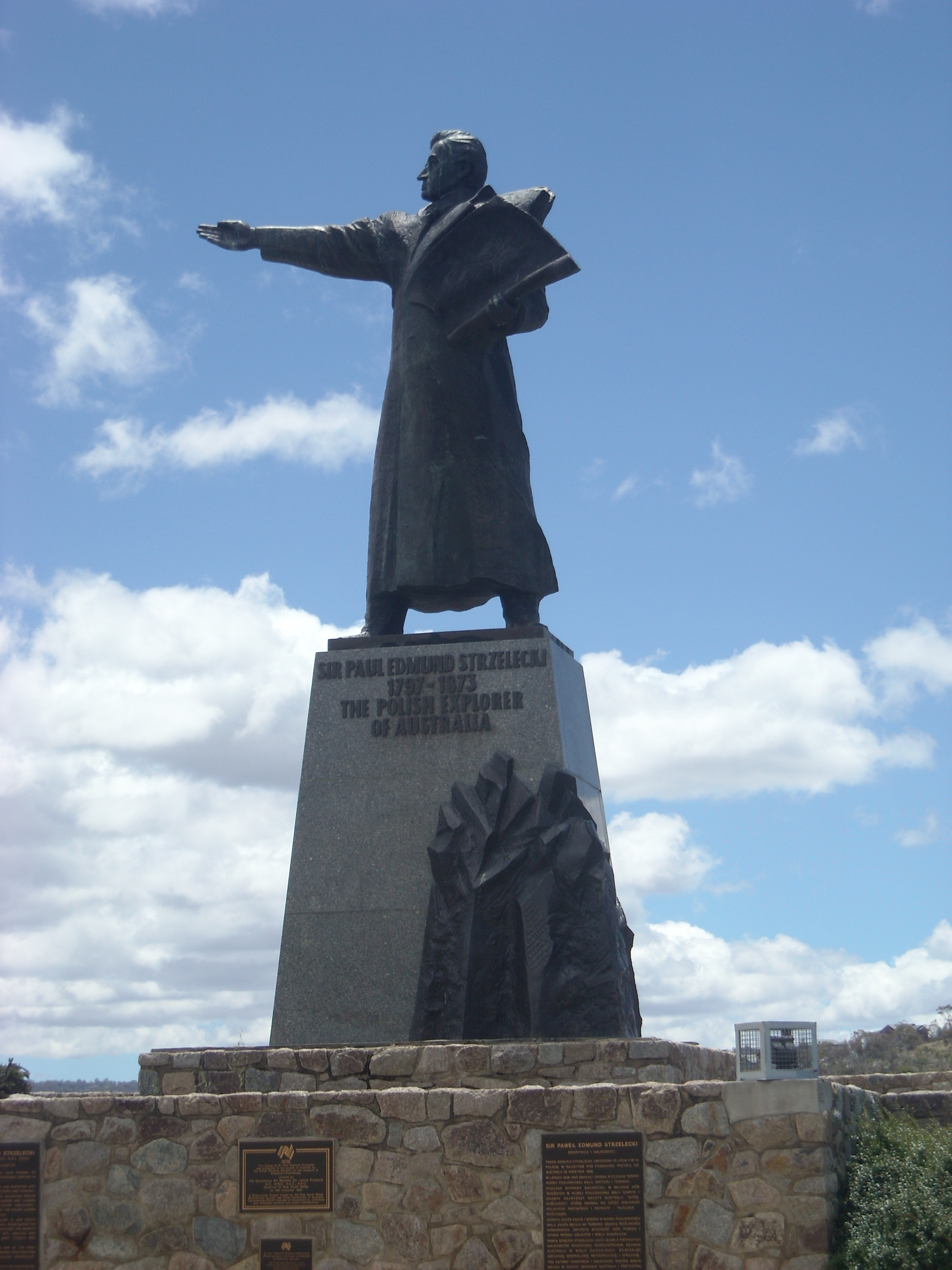
Pomnik Pawła Edmunda Strzeleckiego w Jindabyne
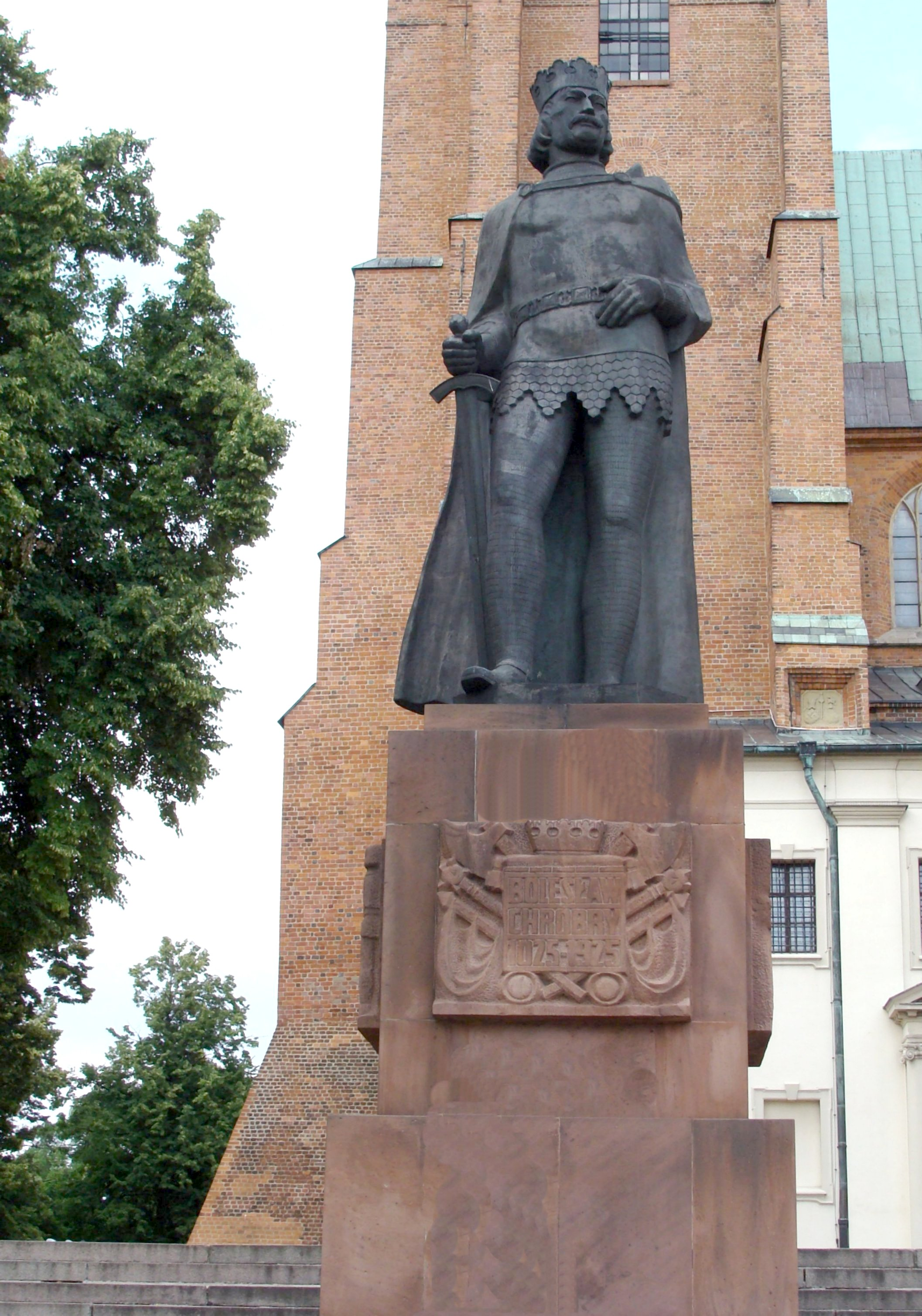
Pomnik Bolesława I Chrobrego w Gnieźnie
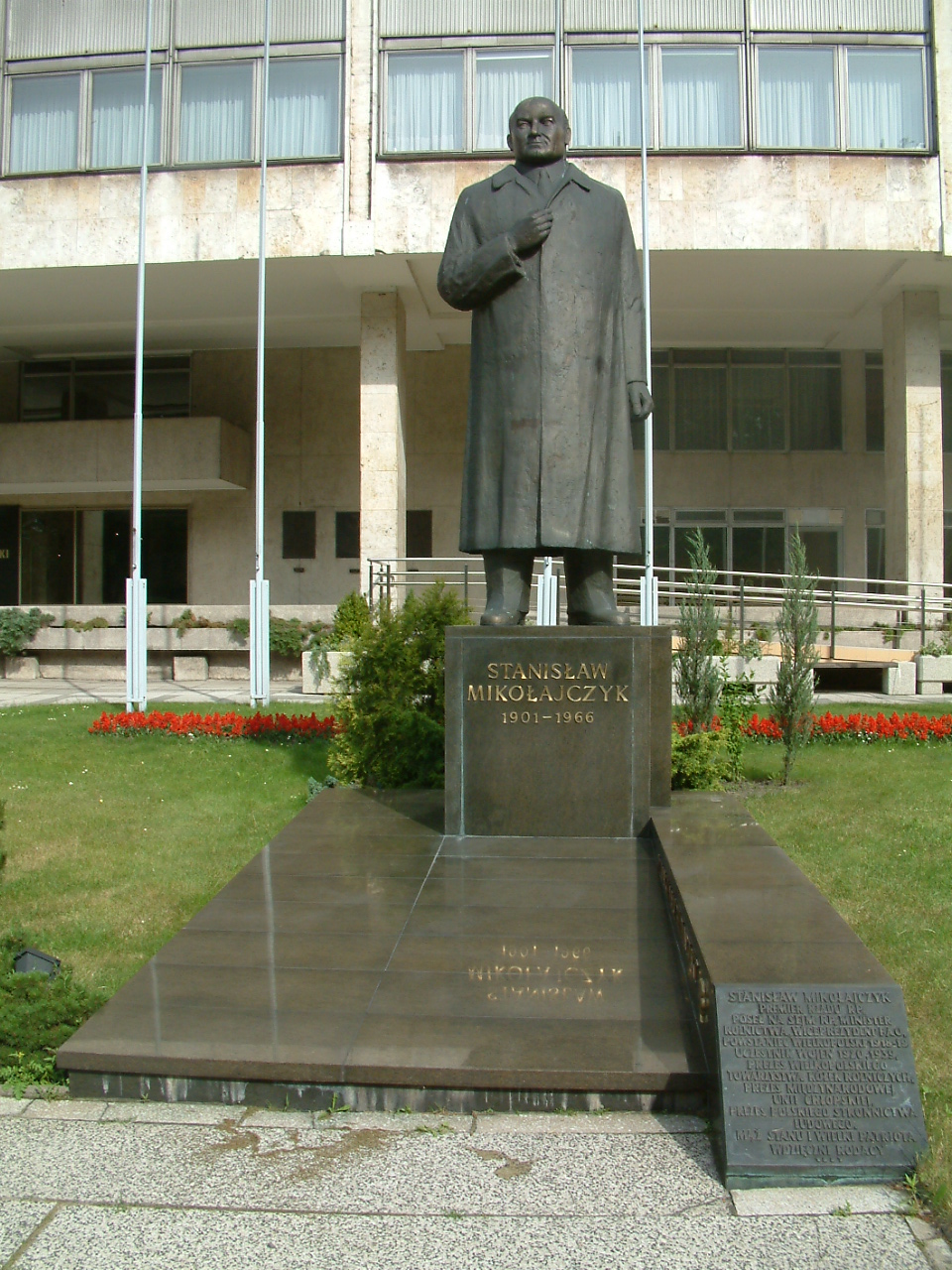
Pomnik Stanisława Mikołajczyka w Poznaniu
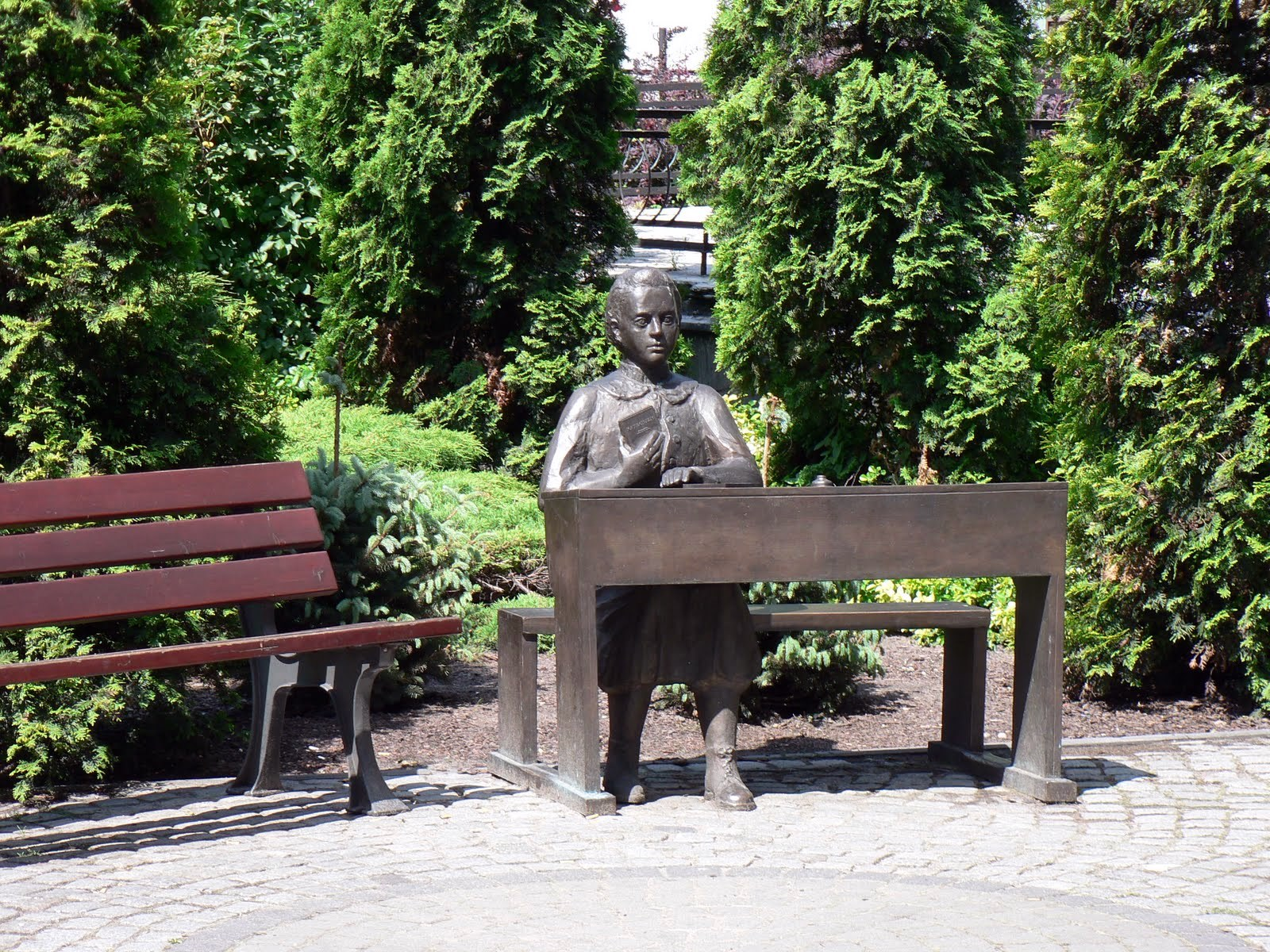
Ławeczka Bronisławy Śmidowiczównej we Wrześni
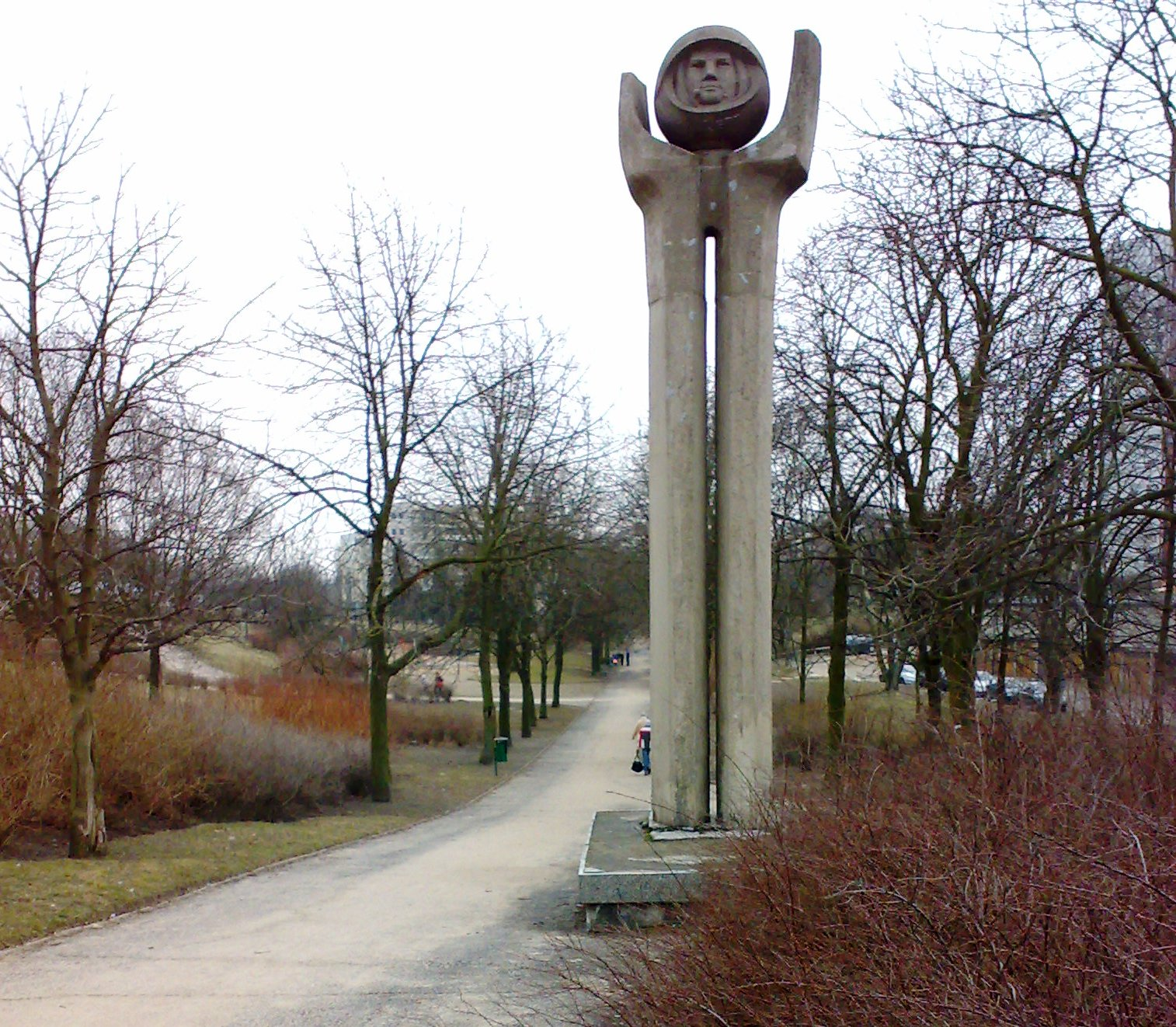
Pomnik Jurija Gagarina w Poznaniu
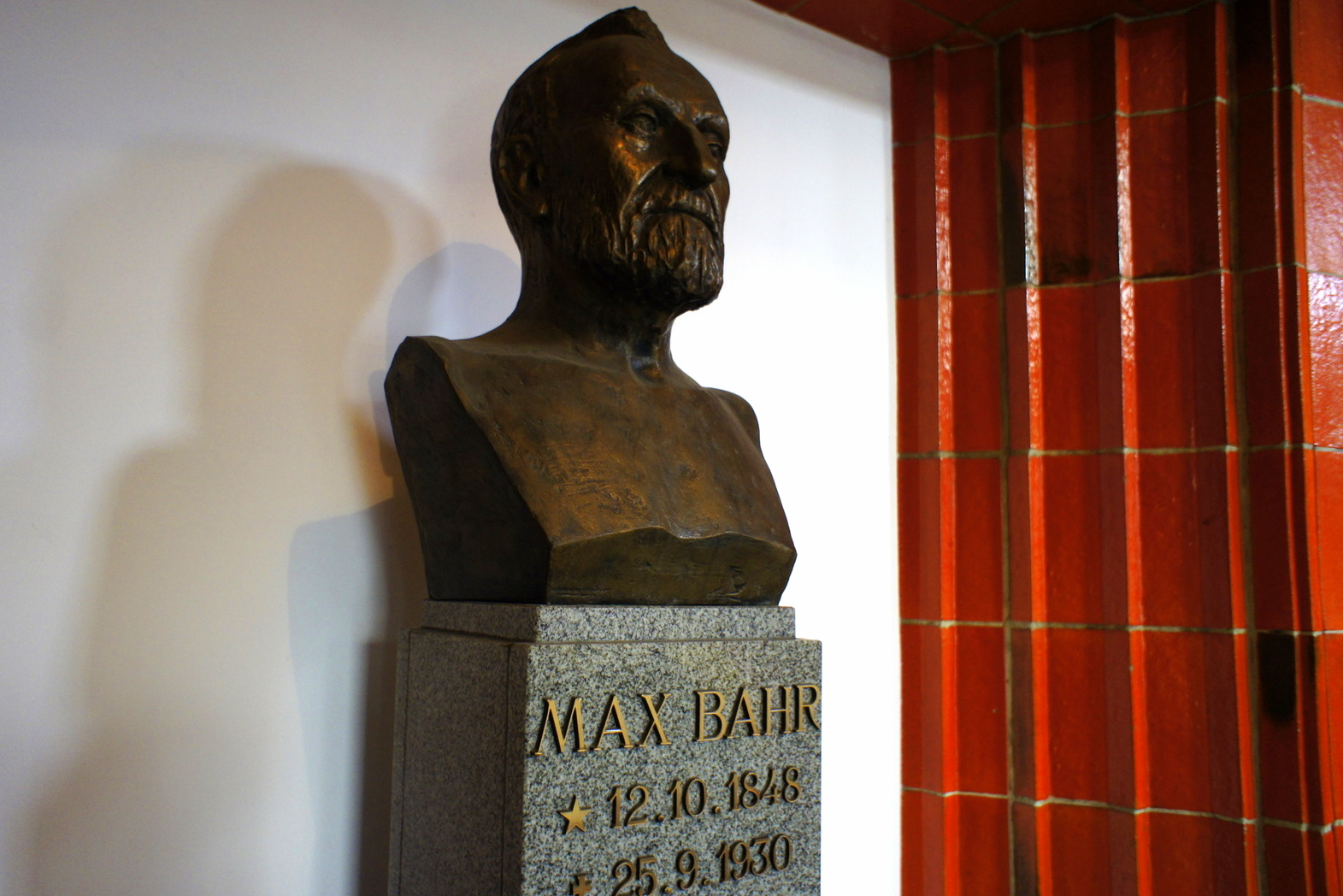
Popiersie Maxa Bahra w Gorzowie Wlkp.
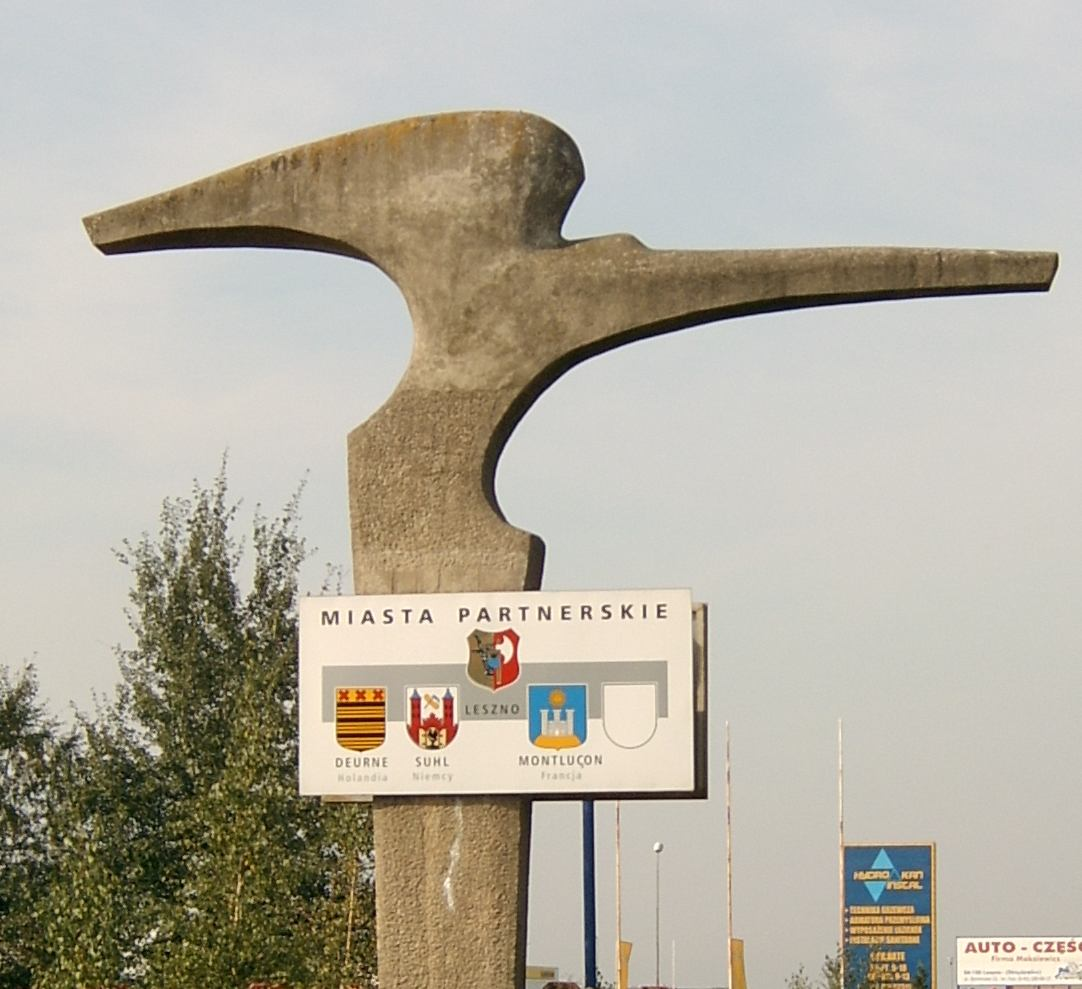
Wjazd do Leszna
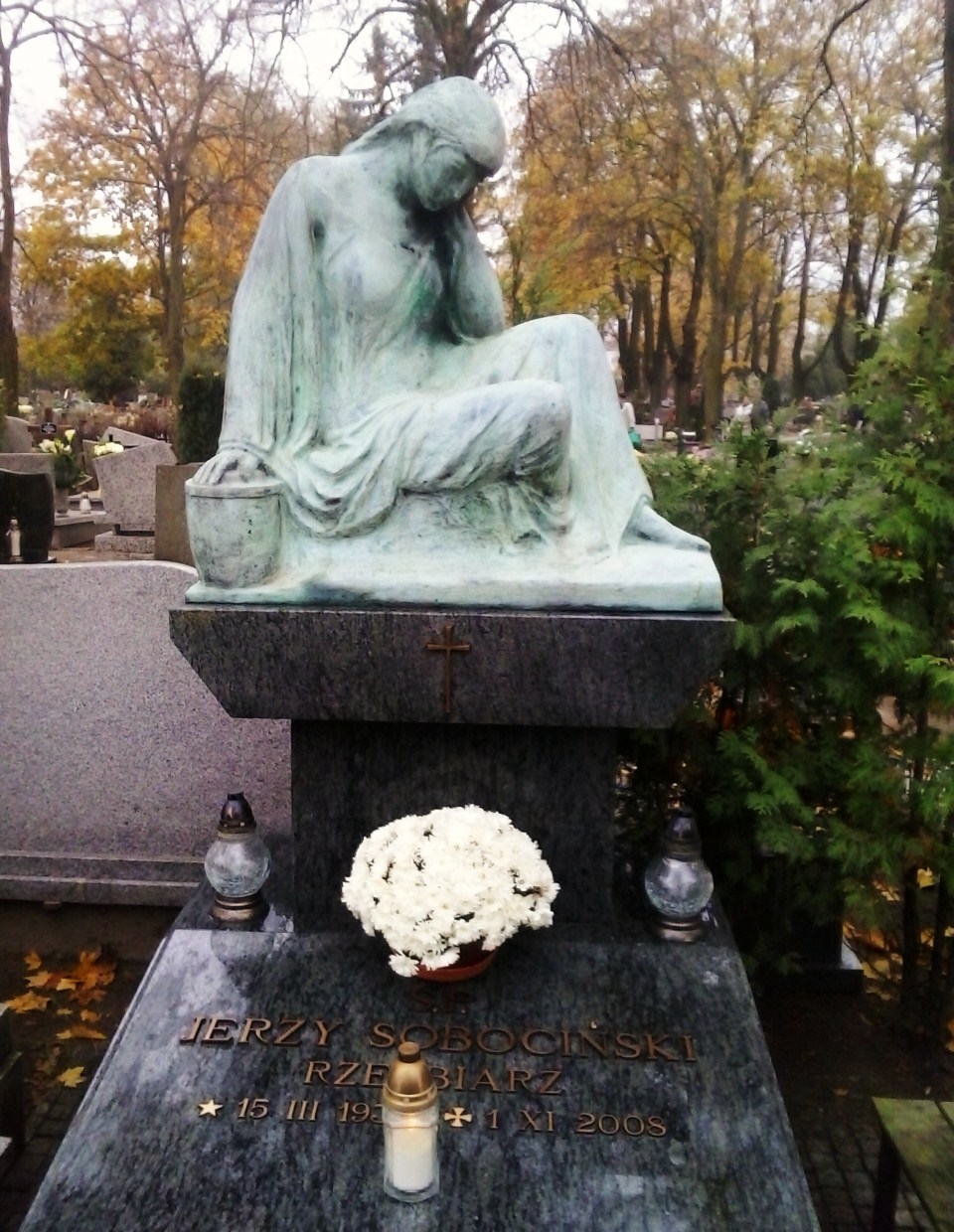
Grób artysty na Górczynie